# 가애란의 알약톡톡
《가애란의 알약톡톡》은 2012년 7월 23일부터 2016년 9월 3일까지 방송되었던 의학정보 프로그램이다.

## 방송 시간
| 방송 채널 | 방송 기간                          | 방송 시간                            |
| --------- | ---------------------------------- | ------------------------------------ |
| KBS 1TV   | 2012년 7월 23일 ~ 2013년 5월 12일  | 매주 토요일 새벽 2시 40분 ~ 3시      |
| KBS 1TV   | 2013년 5월 19일 ~ 2013년 9월 14일  | 매주 토요일 새벽 2시 50분 ~ 3시 10분 |
| KBS 1TV   | 2013년 9월 25일 ~ 2013년 10월 16일 | 매주 수요일 새벽 1시 40분 ~ 2시      |
| KBS 1TV   | 2013년 10월 21일 ~ 2014년 8월 25일 | 매주 월요일 새벽 1시 40분 ~ 2시      |
| KBS 1TV   | 2014년 9월 1일 ~ 2014년 10월 27일  | 매주 월요일 새벽 1시 30분 ~ 2시      |
| KBS 1TV   | 2014년 11월 3일 ~ 2015년 2월 9일   | 매주 월요일 밤 12시 50분 ~ 1시 10분  |
| KBS 1TV   | 2015년 2월 21일 ~ 2015년 3월 7일   | 매주 토요일 새벽 1시 55분 ~ 2시 15분 |
| KBS 1TV   | 2015년 4월 11일 ~ 2015년 4월 18일  | 매주 토요일 새벽 1시 55분 ~ 2시 15분 |
| KBS 1TV   | 2015년 3월 14일 ~ 2015년 4월 4일   | 매주 토요일 새벽 1시 35분 ~ 1시 55분 |
| KBS 1TV   | 2015년 4월 25일 ~ 2015년 7월 25일  | 매주 토요일 새벽 1시 35분 ~ 1시 55분 |
| KBS 1TV   | 2015년 8월 1일 ~ 2015년 12월 26일  | 매주 토요일 새벽 1시 20분 ~ 1시 40분 |
| KBS 1TV   | 2016년 1월 9일 ~ 2016년 3월 26일   | 매주 토요일 새벽 1시 5분 ~ 1시 25분  |
| KBS 1TV   | 2016년 4월 2일 ~ 2016년 9월 3일    | 매주 토요일 새벽 2시 5분 ~ 2시 25분  |

## 지역 방송국 프로그램
다음 지역 방송국 프로그램은 새벽 1시 55분에 방송되었다.
| 방송국  | 지역       | 프로그램               |
| ------- | ---------- | ---------------------- |
| KBS부산 | 부산광역시 | 무대와 객석            |
| KBS창원 | 경상남도   | 네트워크 참TV (재방송) |

## 같이 보기
- 무비부비
- 차정인 기자의 T-타임
- 십장생 영어
- 이광용의 옐로우카드
- KBS 뉴스광장
- 생로병사의 비밀